# لانتانا (فلوریدا)
لانتانا (به انگلیسی: Lantana) شهرکی در شهرستان پام بیچ ایالت فلوریدا است که در سال ۱۹۲۱ بنیان‌گذاری شده‌است. این شهرک طبق سرشماری سال ۲۰۱۰ میلادی، ۱۰٬۴۲۳ نفر جمعیت داشته و مساحت آن نیز ۷٫۵ کیلومتر مربع است.